# Macchia Blues
Il Macchia Blues è un festival di musica e cultura blues che si svolge con cadenza annuale a Macchia d'Isernia, in Molise. Il festival ha durata variabile, dai due ai cinque giorni, ed è giunto nel 2019 alla XX edizione.

## Nascita del festival e direzione artistica
Il Macchia Blues nasce nell'estate dell'anno 1996 per iniziativa di alcuni appassionati e volenterosi legati alla comunità del paese di Macchia d'Isernia, riunitisi sotto il nome dell'associazione "Sotto l'albero"; il gruppo si è dedicato alla cura del festival per cinque edizioni, sino al luglio del 2000.
Dopo una pausa di alcuni anni, il festival è stato rianimato nell'estate del 2005 dalla piccola associazione culturale "La fenice"; l'organizzazione ha teso però in seguito ad ampliarsi, rendendo la manifestazione opera di una collaborazione attiva da parte di un cospicuo numero di abitanti, musicisti e appassionati amici del festival. La gestione artistica è infatti attualmente frutto del concertare e proporre dei tanti che nel corso degli anni vi si sono sentiti legati.

## Finalità e forme espressive
Fin dai suoi esordi il Macchia Blues si è proposto come manifestazione di diffusione della musica blues nei territori del Meridione e di costituzione di una collettività che sperimentasse forme di associazionismo attivo, con lo scopo esplicito di rifondare le fondamenta culturali della zona e realizzare forme alternative di aggregazione.

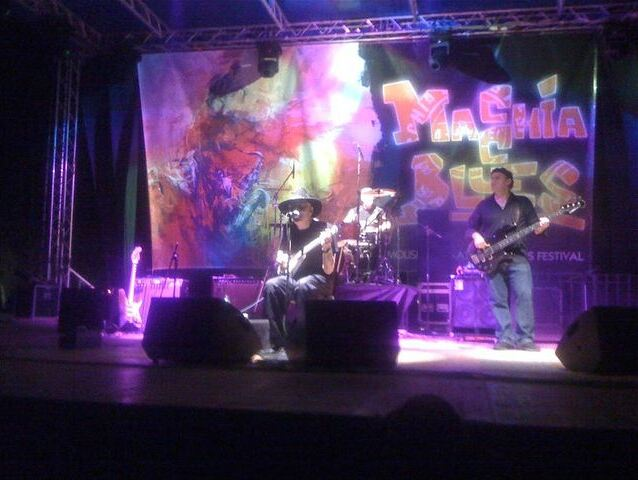
Johnny Winter al Macchia Blues 2008

A un'iniziale proposta interamente musicale, caratterizzata da concerti allestiti nella piazza centrale del borgo, che hanno visto la partecipazione di artisti sia italiani che provenienti dall'ambiente discografico internazionale, quali, tra gli altri, Deitra Farr, Carey Bell o Robin Brown, ha fatto seguito la costituzione di un impianto organizzativo più attento alla molteplicità delle forme di espressione, non soltanto sonore, della musica nera, e di diffusione dei suoi ritmi e linguaggi.
È questo lo spirito con cui vengono istituiti nel 2005 il dopofestival "Blues in lanes", una carrellata di esibizioni di band e jam session nelle ore notturne, e il Concorso di Chitarra, intitolato alla memoria di Paolo Fardone ed esplicitamente ideato per giovani chitarristi.
La convinzione degli organizzatori di dover rompere con l'esclusività della piazza centrale, recuperando le potenzialità del centro storico e delle zone decentrate e limitrofe, ha prodotto la scelta di prolungare le serate e adibire improvvisati larghi o piazzette abbandonate a scenari di concerti.
È questo ad esempio il caso dell'esibizione di Johnny Winter il 30 luglio 2008 in località "Trinità", lungo un tratto stradale sormontato ai suoi lati dalle pareti di uno spaccato monte granitico o del concerto di Roberto Ciotti del Luglio 2010, tenuta in località Santa Maria, sito archeologico collinare poco distante dal centro abitato.

### Innovazioni recenti e temi
Accanto all'allestimento di concerti ed esibizioni musicali sono state proposte nel corso delle ultime edizioni alcune manifestazioni concomitanti di altra natura artistica e culturale, finalizzate ad esplicitare la definizione originaria del blues come di un sentimento per uno specifico modo del vivere comune, prima di divenire fenomeno dell'industria musicale.
Alla sopraggiunta tematizzazione dei concerti si annette così l'intento di promuovere una riflessione collettiva su questioni sociali e politiche, direttamente o indirettamente legate alle radici storico-sociali di cui la musica blues è stata espressione e che ritrovano ampi spazi di connessione nelle realtà del Sud d'Italia.

### Ultime edizioni
Durante il festival del 2010, costruito intorno al tema del lavoro nero, è stato inaugurato il "Cineblues" con la presentazione di alcuni documentari e film di approfondimento della tematica, a cui si sono aggiunti degli interventi brevi, tra cui quello del prof. Vincenzo Martorella sulle origini della musica blues da canti di lavoro].
L'edizione del 2011, intitolata Questioni meridionali, ha ospitato un'esposizione inedita di periodici isernini della seconda metà del 1800 estratti dall'emeroteca di Giovanni Lubrano, ed ha alternato brevi relazioni sul tema di carattere storico e culturale, ai concerti allestiti tanto nelle piazzette quanto nella piazza centrale - tra cui esemplare è stato il momento d'incontro tra l'immagine di un "blues italiano settentrionale" concepita per il concerto di Paolo Bonfanti e le interpretazioni del mandolino, a funzione rappresentativa per il Meridione, incarnate da Lino Muoio & The Old Time Pickers.
A ciò si è aggiunta la sperimentazione di un incontro estemporaneo di musicisti itineranti, “ospitati amichevolmente” presso abitazioni e caseggiati del centro storico, al fine di “costituire autonomamente una comunità di musicisti”:
L'invito rende concreto e porta a sua realizzazione il motto ormai tradizionale del festival: "porta il tuo strumento e suona per le vie del paese"
Un seminario di chitarra tenuto da Franco Morone e una clinic di pedal steel guitar condotta da David Hartley hanno infine arricchito l'aspetto didattico del festival.
L'edizione del 2012, proposto il tema dell'infanzia, ha rafforzato l'impronta comunitaria del festival in virtù del libero coinvolgimento di illustratori, grafici e compositori d'opere d'arte visive, alla creazione di immagini e opere caratterizzanti il Macchia Blues 2012 e i suoi elementi di diffusione. Il festival ha avuto luogo dal 31 agosto al 1º settembre, durante i quali si sono esibiti Joe Chiariello, accompagnato da Rosario Tedesco, Fabrizio Poggi & i Chicken Mambo, ed ancora Francesco Piu in duo, seguito, nella fase notturna, dai Blue Cat Blues e dalle band ospitate per invito.

## Artisti ospiti del Macchia Blues
1996: Nafta, Back Porch Blues Band, Carpe Diem, Nothing But Blues;

1997: Roberto Ciotti Band, Maurizio Bonini Trio, Paolo Giordano, Deitra Farr and the Hardboilers;

1998: Mick Martin and the Bluesrockers, The Butter Cookies, The Hoax, The Black Snake;

1999: John Henry Blues Band, Groove Machine, Rory Block, Francesca De Fazi, Back in Blues Band

2000: Johnny Bellebambine, Jaime Dolce, Back Porch Blues Band, Carey Bell, Robin Brown and Morblus, Tolo Marton;

2005: Blue Cat Blues, Ella Woods, Down Town Six, Herbie Goins;

2006: Giò Vescovi Blues Band, Nick Becattini, Mississippi Mood, Sugar Blue;

2007: Blue Maffia, Nine Below Zero, Dr. Sunflower Jug Band, Nathaniel Peterson, Essential Blues Band, Sandra Hall & Gnola Blues band;

2008: Johnny Winter, Stefania Calandra, Shakura’s Aida, Lagrange acoustic, Earl Thomas, Dr. Sunflower Jug Band, Eddy "The Chief" Clearwater, Down Town Six;

2009: Lagrange acoustic, Ramegna Shuffle, Papaleg duo, Dago Red, Paolo Giordano;

2010: Juke Joint, Daniele Tenca blues band, Cinderella man, Delta River Blues feat. Arcangelo Spina, Dr. Sunflower Jug Band, Roberto Ciotti in trio;

2011: Franco Morone, David Hartley & Fran Hallum, Passaggi sonori, Warm Gun, Lino Muoio & The Old Time Pickers, Paolo Bonfanti, Deep Blues Trio, Martin's Gumbo Blues band.
2012: Joe Chiariello & Rosario Tedesco, Fabrizio Poggi & Chicken Mambo, Francesco Piu & Pablo Leoni, Blue Cat Blues, Ho bisogno di tempo, Blues Ash of Manhattan.

## Finanziamenti
Fino all'anno 2008 il festival ha potuto beneficiare di finanziamenti pubblici, pur con la costante eccezione della Provincia di Isernia. Per oltre 4 anni il festival ha consapevolmente rinunciato ad ogni forma di finanziamento da parte di enti statali, contando sulla sola raccolta di fondi da parte degli abitanti e dei suoi entusiasti sostenitori.